# GetFEM++
GetFEM++ は Python, Matlab そして Scilabのインタフェースを使用可能なC++の汎用有限要素法ライブラリである。このライブラリの目的は有限要素法を用いて線形および非線形偏微分方程式を解くためのフレームワークを提供することである。有限要素近似や数値積分法の選択の柔軟性が特徴の一つである。

## ライセンス
GetFEM++はバージョン3以降GNU Lesser General Public Licenseにより公開されている。バージョン3.1以降はGCC Runtime Library Exceptionによっている。

## コンポーネント
Gmm++ はGetFEM++に含まれる汎用行列ライブラリである。このライブラリは密行列と疎行列の基本計算ツールを提供する。Gmm++ の中には線型代数方程式において巨大な疎行列を計算するためのソフトウェアMUMPSへのインタフェースも含まれる。
GetFEM++のメッシュオブジェクトにはユーザーが定義した領域における幾何学変換と要素の接続情報を含んでいる。
有限要素法は、メッシュごとまたは要素ごとに定義することができ、古典的なラグランジュ要素PkおよびQk、任意の次元および次数k、エルミートおよびアーギュリス要素、不連続なPkおよびQk要素、ベクトルおよび階層基底要素およびXFEM要素などの幅広いオプションを含む。
積分方法は、メッシュごとまたは要素ごとに定義することもできる。可能なオプションには、正確な方法と近似された方法がある。
いわゆるブリックオブジェクトを組み合わせることが、GetFEM ++で方程式を表現する基本的な方法である。弾力性、ヘルムホルツ、ディリクレ条件、ノイマン条件などの一般的な方程式の項に対応するあらかじめ定義されたブリックが、ソフトウェアに含まれています。とりわけ、摩擦の有無にかかわらず接触の微分方程式に対応する、接触力学に関連する多くの精度の高いブリックがある。
GetFEM++に含まれる構築手順は、線形化された方程式系の全体正接行列および右辺項に対する各ブリックの寄与を効率的に計算することを目的としている。

## 入出力
GetFEM++はGmsh, GiDやAnsysに似た独自のフォーマットのメッシュファイルを読むことができる。 また、Gmsh, GiDのメッシュファイルの読み込みとGmshのポスト処理ファイルPOSとOpenDX 、VTKフォーマットへの出力に対応している。

## 受賞歴
2007年。 GetFEM++ はLes Trophées du Libre contestの科学部門で銀賞を受賞した。

## 文書
CFD Parallel Simulation Using Getfem++ and Mumps

## 参照先
1. ↑  https://web.archive.org/web/20071212224326/http://www.tropheesdulibre.org/Getfem.html?lang=en

## その他の参照先
- 公式ウェブサイト
- 日本語ユーザーメーリングリスト
- GetFEM++ Japanese Team